# Бранги, Оноре
Оноре́ Бранги́ (фр. Honore Brangi) — французский кёрлингист.
В составе мужской сборной Франции участник трёх чемпионатов мира (лучший результат — шестое место в 1975).
Играл в основном на позиции второго.

## Команды
| Сезон   | Четвёртый  | Третий     | Второй       | Первый        | Турниры           |
| ------- | ---------- | ---------- | ------------ | ------------- | ----------------- |
| 1974—75 | Андре Трон | Пьер Дюкло | Анри Вёрлинг | Оноре Бранги  | ЧМ 1975 (6 место) |
| 1976—77 | Пьер Боан  | Пьер Дюкло | Оноре Бранги | Жан-Клод Гаше | ЧМ 1977 (9 место) |
| 1977—78 | Пьер Боан  | Пьер Дюкло | Оноре Бранги | Жан-Клод Гаше | ЧМ 1978 (7 место) |

(скипы выделены полужирным шрифтом)